# Nemzeti emléknap
A nemzeti emléknap olyan kitüntetett napot jelöl, amely egy ország vagy egy nép életében kiemelt jelentőséggel rendelkezik, de nem nemzeti ünnep. Általában egy olyan történelmi győzelem vagy tragédia, illetve más nemzeti jelentőségű esemény, amely fordulatot hozott, amelyre az adott ország állampolgárai vagy nép tagjai büszkék lehetnek vagy amelyet gyászolnak. A tragikus nemzeti eseménnyel kapcsolatos megemlékezést szolgálja még a nemzeti gyásznap is, amely lehet eseti vagy visszatérő is.
A nemzeti emléknapok fontossága és az ünneplésük mértéke országonként eltérő.

## Magyar nemzeti emléknapok
Magyarország törvényben rögzített nemzeti emléknapjai:
- február 25.: A kommunista diktatúrák áldozatainak emléknapja
- április 16.: A holokauszt áldozatainak emléknapja[2]
- június 4.: A nemzeti összetartozás napja – az 1920-as trianoni békediktátum aláírásának évfordulójára emlékező nemzeti emléknap Magyarországon
- június 16.: Nagy Imre és mártírtársai újratemetésének emléknapja
- július 22.: A nándorfehérvári diadal emléknapja
- augusztus 23.: A totalitárius diktatúrák áldozatainak európai emléknapja
- október 6.: Az aradi vértanúk emléknapja – nemzeti gyásznap
- november 4.: Az emlékezés napja – az 1956-os forradalom leverésének emléknapja

A magyarság egyéb nemzeti emléknapjai:
- január 22.: A magyar kultúra napja
- február 1.: A köztársaság emléknapja. 1946-ban e napon hirdette ki a Nemzetgyűlés a Magyarország államformájáról szóló 1946. évi I. törvénycikket.
- március 16.: A magyar zászló és címer napja[3]
- április 5.: A kassai kormányprogram emléknapja, a szlovákiai magyarok nemzeti gyásznapja[4]
- április 11.:: A magyar költészet napja.
- május 21.: A magyar honvédelem napja
- június utolsó szombatja: A magyar szabadság napja
- november 3.: A magyar tudomány napja
- november 25.: A Szovjetunióba hurcolt magyar politikai rabok és kényszermunkások emléknapja
- november 25.: A magyar labdarúgás napja
- december 29.: A magyar kártya napja